# Південно-Східне Малуку
Південно-Східне Малу́ку (індонез. Maluku Tenggara) — один з 9 округів у складі провінції Малуку у складі Індонезії. Адміністративний центр — селище Ланггур у районі Кеї-Кечил.
Населення — 110339 осіб (2012; 110339 в 2011, 96442 в 2010).

## Історія
2003 року деякі райони були відокремлені від округу: Острів Ару, Південне Ару та Центральне Ару утворили окремий округ Острови Ару.
2007 року деякі райони були відокремлені від округу: Острів Кур, Таяндо-Там, Північний Острів Дуллах та Південний Острів Дуллах утворили місто Туал.
2012 року були утворені нові райони:
- Маньєув
- Південно-Західний Кеї-Бесар
- Південно-Східний Кеї-Кечил
- Північно-Західний Кеї-Бесар
- Хоат-Сорбай

## Адміністративний поділ
До складу округу входять 11 районів, 6 селищ та 184 села:
| Райони                      | Площа, км² | Населення, осіб (2010) | Населення, осіб (2011) | Центр       | Селища | Села |
| --------------------------- | ---------- | ---------------------- | ---------------------- | ----------- | ------ | ---- |
| Кеї-Бесар                   | 267,70     | 22489                  | 29284                  | Депур       | 0      | 37   |
| Кеї-Бесар Південний         | 110,36     | 7589                   | 11782                  | Охоїренан   | 0      | 10   |
| Кеї-Бесар Південно-Західний | -          | -                      | -                      | -           | 1      | 12   |
| Кеї-Бесар Північно-Західний | -          | -                      | -                      | -           | 0      | 25   |
| Кеї-Бесар Північно-Східний  | 167,58     | 9626                   | 13000                  | Банда-Елі   | 0      | 30   |
| Кеї-Кечил                   | 254,45     | 40336                  | 51636                  | Ланггур     | 5      | 9    |
| Кеї-Кечил Західний          | 95,98      | 5728                   | 7346                   | Охоїдертуту | 0      | 10   |
| Кеї-Кечил Південно-Східний  | -          | -                      | -                      | -           | 0      | 11   |
| Кеї-Кечил Східний           | 114,68     | 10674                  | 14544                  | Ваїн        | 0      | 18   |
| Маньєув                     | -          | -                      | -                      | -           | 0      | 9    |
| Хоат-Сорбай                 | -          | -                      | -                      | -           | 0      | 13   |

## Найбільші населені пункти
| Населений пункт  | Населення, осіб (2010) |
| ---------------- | ---------------------- |
| Ланггур          | 9 777                  |
| Охоїджанг-Ватдек | 8 701                  |
| Арларанг         | 3 278                  |
| Ад-Веараур       | 2 142                  |
| Ваб              | 2 078                  |
| Ваїн             | 2 016                  |
| Діан             | 2 013                  |
| Банда-Елі        | 2 000                  |
| Мастур           | 1 869                  |
| Сатхеан          | 1 749                  |